# Marilyn Monroe
Marilyn Monroe, pseudoniem van Norma Jeane Mortenson (Los Angeles (Californië), 1 juni 1926 – aldaar, 4 augustus 1962), was een Amerikaans fotomodel, actrice en zangeres. Ze werd als sekssymbool een icoon in de jaren vijftig.

## Levensloop

### Jonge jaren

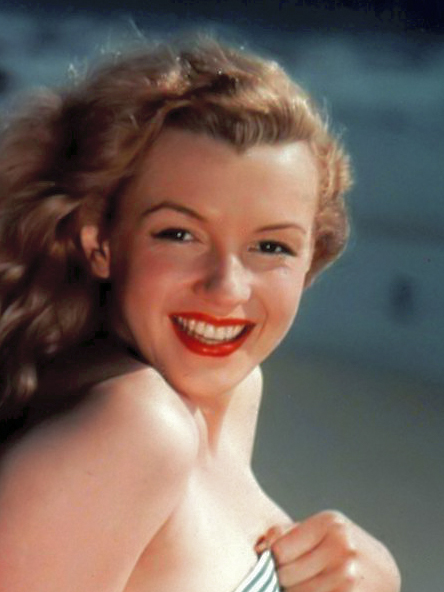
Marilyn Monroe als fotomodel op jonge leeftijd

Marilyn's moeder werd geboren als Gladys Pearl Monroe en huwde in 1917 met John Baker. Met John Baker had Gladys twee kinderen, Robert (1918-1933) en Berniece (1919-2014). John Baker was een gewelddadige man en Gladys vroeg in 1921 een scheiding aan. Na de scheiding kreeg Gladys de voogdij over Robert en Berniece, maar John Baker ontvoerde hen en nam ze mee naar Kentucky. Gladys verhuisde in 1922 richting Kentucky om vlak bij haar kinderen te wonen. Daar werkte ze als huishoudster en kinderoppas, onder andere voor een meisje dat Norma Jeane Cohen heette. Gladys haar zoon Robert overleed in 1933 op 15-jarige leeftijd aan de gevolgen van nierfalen. Berniece zou haar moeder jarenlang niet zien. Nadat Gladys haar kinderen had verloren begon ze veel te drinken.
In 1924 huwde Gladys met Martin Edward Mortensen (1897-1981). Een jaar later gingen Gladys en Mortensen uit elkaar, hoewel ze tot 1928 officieel gehuwd bleven. Gladys trok in bij Grace McKee, een vriendin en collega, in Los Angeles. Gladys Baker werkte gedurende die tijd in de filmmontage-afdeling van RKO Pictures. Daar werkte zij onder begeleiding van Charles Stanley Gifford. Gladys en Gifford begonnen een affaire en vlak daarna raakte Gladys zwanger. Toen Gifford dit vernam, verbrak hij de relatie. Op 1 juni, 1926 werd Norma Jeane Baker geboren in de Los Angeles County Hospital.
Gladys Baker moest als alleenstaande moeder in het levensonderhoud van zichzelf en haar dochter voorzien en liet de opvoeding van Norma Jeane veelal over aan haar vrienden Albert en Ida Bolender. Gladys leed eveneens aan een ernstige post-partumdepressie. Bij één gelegenheid verhinderde Grace McKee dat Gladys haar dochter neerstak. Een andere keer beschuldigde Gladys Grace McKee ervan haar dochter te hebben vergiftigd en stak Grace vervolgens met een mes. Norma Jeane zou nooit een goede band met haar moeder opbouwen. In een later interview zei ze over haar moeder: "To me, she was just that red-haired woman." ("Voor mij was ze slechts die roodharige vrouw.")
Een aantal gebeurtenissen in de herfst van 1933 verergerden Gladys haar psychische problemen. Haar zoon Robert stierf aan nierfalen en haar grootvader, Tilford Hogan, pleegde zelfmoord. Eveneens vernam Gladys dat Norma Jeane seksueel was misbruikt. Een neuroloog schreef Gladys psychotrope medicatie voor, maar zij reageerde hier heftig op. In januari van 1934 kreeg Gladys een zenuwinzinking en kreeg de diagnose van paranoïde schizofrenie. Na enkele maanden in een rusthuis te hebben doorgebracht, werd Gladys in het Los Angeles General Hospital opgenomen, omdat ze niet voor zichzelf kon zorgen.
Een tijdlang woonde Norma Jeane bij Grace McKee. Af en toe bracht Gladys in het weekend een bezoek aan Norma Jeane en Grace, maar dan was ze stil en verdrietig. Norma Jeane zei later: "Mijn moeder heeft nooit echt moeite gedaan om bij mij te zijn. Ik denk niet dat ik voor haar bestond."
In de winter van 1934 werd Gladys Baker als krankzinnig beschouwd en opgenomen in het Norwalk State Hospital in Los Angeles.
In september 1935 plaatste Grace McKee, inmiddels gehuwd met Erwin "Doc" Goddard, Norma Jeane in het Los Angeles Orphans Home. Het weeshuis werd door haar leeftijdsgenoten positief beschreven, maar Norma Jeane voelde zich in de steek gelaten. Aangemoedigd door het personeel van het weeshuis, dat dacht dat Norma Jeane gelukkiger zou zijn als ze in een gezin woonde, werd Grace in 1936 haar wettelijke voogd, maar haalde haar pas in de zomer van 1937 uit het weeshuis. Norma Jeane's tweede verblijf bij de Goddards duurde slechts een paar maanden, omdat Erwin Goddard haar lastigviel. Daarna woonde ze korte periodes bij haar familieleden en vrienden van Grace in Los Angeles en Compton.
In september 1938 ging Norma Jeane bij Grace haar tante Ana Lower wonen. Ze werd ingeschreven aan de Emerson Junior High School en ging met Lower naar de wekelijkse Christian Science-diensten. Ze blonk uit in schrijven en leverde bijdragen aan de schoolkrant, maar was verder een middelmatige leerling. Als gevolg van de gezondheidsproblemen van de bejaarde Lower keerde Norma Jeane begin 1941 terug naar de Goddards.
In 1942 moest Grace haar man voor zijn werk naar de oostkust van de Verenigde Staten. Het stel mocht Norma Jeane om wettelijke redenen niet meenemen. Het echtpaar McKee had twee opties voor de jonge Norma Jeane: terug naar het weeshuis of trouwen. Ze kozen voor het laatste en dus trouwde de 16-jarige op 19 juni 1942 met haar 5 jaar oudere buurjongen James Dougherty. Norma Jeane trok in bij haar schoonouders, terwijl Dougherty in de Amerikaanse marine diende en uitgezonden was naar de Stille Oceaan. Norma Jeane werkte tijdens de Tweede Wereldoorlog in een fabriek waar men radiografisch bestuurbare vliegtuigen, de OQ-2, voor het leger maakte. Haar taak was om de vliegtuigen te bespuiten met vlamvertrager. Tijdens dit werk werd ze opgemerkt door een fotograaf uit het leger, David Conover. Norma Jeane nam ontslag bij de fabriek, vertrok uit het huis van haar schoonouders en begon een succesvolle modellencarrière. In augustus van 1945 tekende ze een contract bij het Blue Book Model Agency.
Op aanraden van Emmeline Snively, eigenaar van het Blue Book Model Agency, blondeerde Norma Jeane haar haar. Norma Jeane werd een zeer gewild model en prijkte in begin 1946 alreeds op 33 tijdschriftomslagen, zoals Pageant, US Camera, Laff en Peek. Via Snively tekende Norma Jeane in juni van 1946 een contract bij een acteerbureau. Na een mislukt interview bij Paramount Pictures, kreeg ze via filmproducent Darryl F. Zanuck van 20th Century Fox een contract aangeboden. In datzelfde jaar koos Norma Jeane de artiestennaam "Marilyn Monroe". Op 13 september 1946 scheidde Monroe van James Dougherty, die tegen haar carrière was. Hij overleed in 2005.

### Actrice
Monroe werkte bij Fox aan haar houding en nam acteer- en zanglessen. Haar eerste rolletjes speelde ze in "Dangerous Years" (1947) en "Scudda Hoo! Scudda Hey!" (1948). Monroe werkte tevens voor het Actor's Laboratory Theatre, een acteerschool die de technieken van groepstheater onderwees.
In 1949 ontmoette Monroe Johnny Hyde, de vice-president van de William Morris Agency. Ze werd zijn protegée. Via Hyde kreeg Monroe bijrollen in een verscheidenheid aan films, waaronder de veelgeprezen werken: "All About Eve" (1950) van Joseph Mankiewicz en de film noir "The Asphalt Jungle" (1950) van John Huston. Johnny Hyde overleed in 1950 aan een hartaanval. Monroe's populariteit bij het publiek groeide en ze ontving wekelijks duizenden brieven van fans. In februari van 1952 benoemde de Hollywood Foreign Press Association Monroe tot "beste jonge box office-persoonlijkheid". Rond diezelfde periode begon Monroe een veelbesproken romance met de gepensioneerde honkballer Joe DiMaggio.
Ondanks haar populariteit als sekssymbool wilde Monroe meer van haar acteerbereik laten zien. Ze nam acteerlessen bij Michael Tsjechov en Lotte Goslar. In de films "Clash by Night" en "Don't Bother to Knock" kreeg Monroe de kans karakters te spelen met meer diepgang. In "Clash by Night", een drama met Barbara Stanwyck in de hoofdrol en geregisseerd door Fritz Lang, speelde ze een visconservenfabriekmedewerker. Om zich voor te bereiden bracht Monroe tijd door in een visconservenfabriek in Monterey. Ze ontving lovende kritieken voor haar optreden. The Hollywood Reporter meldde dat "Monroe de hoofdrol verdient met haar uitstekende vertolking". "Don't Bother to Knock" was een thriller waarin Monroe een geesteszieke babysitter speelde.
Monroe speelde de hoofdrol in drie films die in 1953 uitkwamen. De eerste was de Technicolor-film "Niagara", waarin ze een femme fatale speelde die van plan was haar man (Joseph Cotten) te vermoorden. "Niagara" was een van de meest openlijke seksuele films uit Monroe's carrière. In sommige scènes was Monroe's lichaam enkel bedekt met een laken of handdoek, wat door het publiek als schokkend werd ervaren. Ondanks protesten vanuit religieuze groeperingen die de film "immoreel" vonden, bleek de film zeer populair.
Terwijl "Niagara" van Monroe een ster maakte verstevigde haar tweede film uit 1953, de komedische musicalfilm "Gentlemen Prefer Blondes", het beeld van Monroe als het domme blondje. In deze film speelde Monroe naast Jane Russell. "Gentlemen Prefer Blondes" werd een van de grootste kassuccessen van 1953. Monroe's optreden met "Diamond's Are a Girl's Best Friend" werd iconisch en inspireerde latere artiesten zoals Madonna, Kylie Minogue en Anna Nicole Smith.
In november van 1953 werd de filmkomedie "How to Marry a Millionaire" uitgebracht, waarin Monroe de hoofdrol speelde naast Betty Grable en Lauren Bacall. Monroe speelde wederom een dom blondje dat samenwerkt met haar twee vriendinnen om een rijke echtgenoot aan de haak te slaan. De film was een groot succes in de bioscopen en kreeg een Oscarnominaties voor Beste kostuums, ook was er een BAFTA nominatie voor Beste film.
Monroe was inmiddels een van de grootste sterren van 20th Century Fox, maar haar contract was sinds 1950 niet gewijzigd waardoor ze veel minder betaald kreeg dan andere sterren van haar statuur. Haar pogingen om rollen te verkrijgen in serieuze films waar ze niet de pin-upgirl of het domme blondje zou vertolken werden gedwarsboomd door directeur Darryl F. Zanuck, die vreesde dat de studio minder inkomsten zou genereren. Monroe werd in januari 1954 geschorst toen ze de musicalfilm "The Girl in Pink Tights" weigerde.
Op 14 januari 1954 huwde Monroe met Joe DiMaggio in het stadhuis van San Francisco. Hun huwelijksreis brachten ze door in Japan en Zuid-Korea. In Zuid-Korea trad Monroe op voor meer dan 60.000 Amerikaanse mariniers gedurende een show van vier dagen. Na haar terugkeer in de VS werd ze door het tijdschrift Photoplay onderscheiden met de prijs voor "Populairste Vrouwelijke Ster". In maart schikte Monroe met 20th Century Fox, met de belofte van een nieuw contract waarin ze een bonus van $100.000 zou ontvangen en een hoofdrol in de verfilming van het Broadway-succes "The Seven Year Itch".

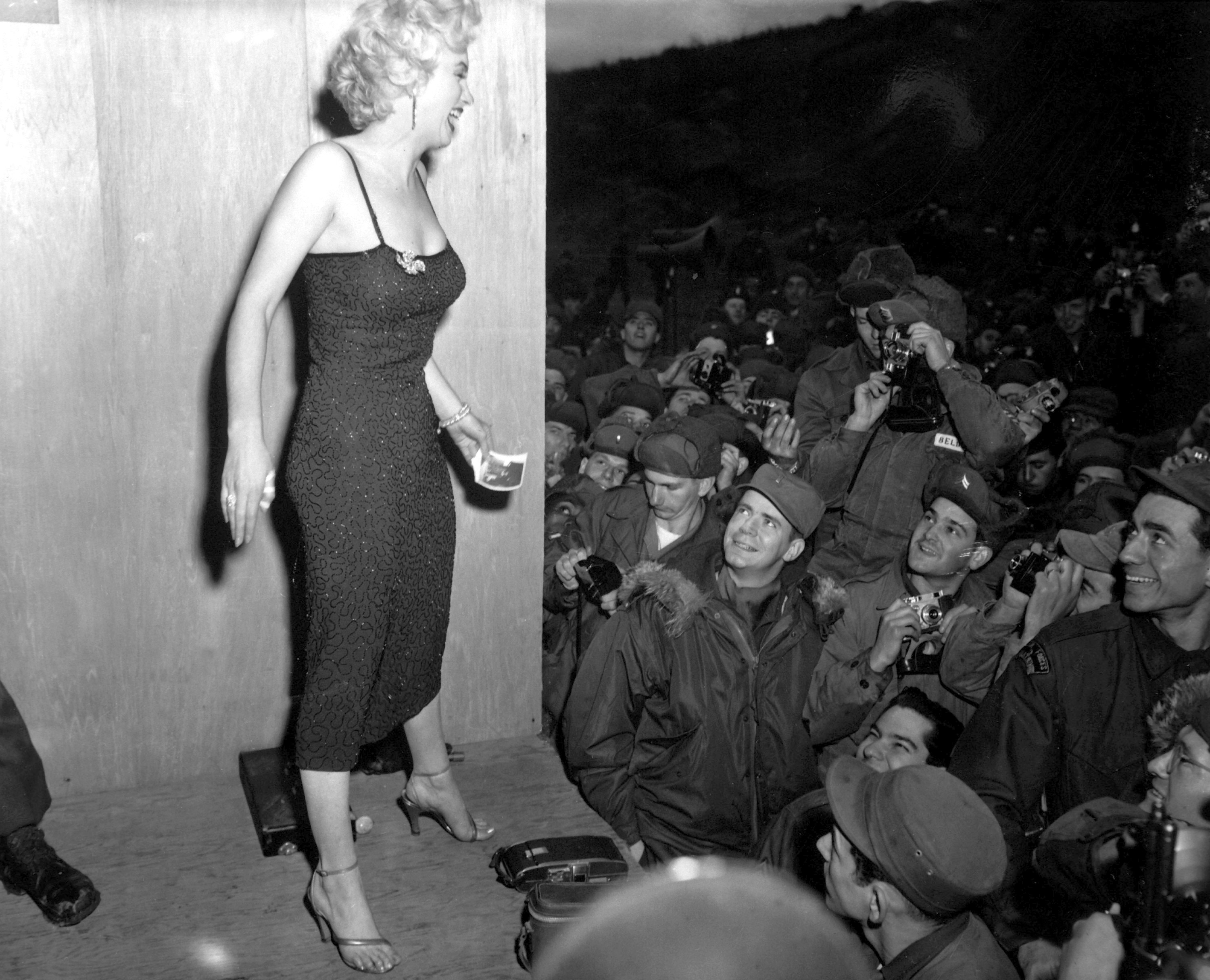
Monroe treedt op voor Amerikaanse troepen in Korea, 17 februari 1954.

In september 1954 begon Monroe met het filmen van Billy Wilders komedie "The Seven Year Itch", waarin ze de hoofdrol speelde als een vrouw die het object wordt van de seksuele fantasieën van haar getrouwde buurman. Hoewel de film in Hollywood werd opgenomen, besloot 20th Century Fox om vooraf publiciteit te genereren door de opnames te ensceneren van een scène waarin Monroe's witte jurk opwaait door de lucht uit een metrorooster. "The Seven Year Itch" werd een van de grootste commerciële successen van 1955.
De publiciteitsstunt met de witte jurk plaatste Monroe op de internationale voorpagina's en markeerde tevens het einde van haar huwelijk met DiMaggio die tegen haar carrière was. In oktober van 1954 vroeg Monroe een echtscheiding aan.

### Actors Studio
Nadat de opnames voor "The Seven Year Itch" waren afgerond, verliet Monroe Hollywood voor New York waar zij en fotograaf Milton H. Greene hun eigen productiehuis oprichtten, "Marilyn Monroe Productions". Monroe verklaarde dat ze "zat was van het spelen van dezelfde rollen" en beweerde dat ze niet langer onder contract stond bij 20th Century Fox omdat het bedrijf zijn plichten niet had vervuld, zoals het betalen van de beloofde bonus. Dit was het begin van een jaarlange juridische strijd tussen Monroe en 20th Century Fox. De pers bespotte Monroe en ze werd geparodieerd in het Broadway-toneelstuk "Will Success Spoil Rock Hunter?" waarin Jayne Mansfield de hoofdrol vertolkte.
Monroe verhuisde in de tussentijd naar Manhattan en bracht het jaar van 1955 grotendeels door met het studeren aan de Actors Studio onder leiding van Lee Strasberg. Ze kreeg een hechte vriendschap met Strasberg en zijn echtgenote Paula. Monroe ontving privélessen bij hen thuis vanwege haar verlegenheid en werd beschouwd als familielid. Monroe verving haar acteercoach Natasha Lytess door Paula Strasberg. Tevens onderging Monroe op aanraden van Lee Strasberg dieptepsychologie, omdat Strasberg geloofde dat een acteur zijn emotionele trauma's onder ogen moet zien en deze in zijn optredens moet gebruiken.

### Arthur Miller
In oktober 1955 begon Monroe een relatie met toneelschrijver Arthur Miller. 20th Century Fox drong er bij Monroe op aan om een einde aan de relatie te maken, aangezien Miller door de FBI werd onderzocht op beschuldigingen van communisme en was gedagvaard door het House of Un-American Activities Committee, maar Monroe weigerde. De relatie leidde ertoe dat de FBI een dossier over haar opende.
Tegen het einde van 1955 tekenden Monroe en 20th Century Fox een nieuw contract voor zeven jaar, omdat "Marilyn Monroe Productions" niet in staat zou zijn om films alleen te financieren en de studio graag wilde dat Monroe weer voor hen zou werken. 20th Century Fox zou haar $400.000 betalen om vier films te maken en gaf haar het recht om haar eigen projecten, regisseurs en crew te kiezen.
Op 1 juni 1956, haar dertigste verjaardag, veranderde ze haar naam officieel in "Marilyn Monroe". De pers schreef positief over haar besluit om de studio te bestrijden. Time noemde haar een "sluwe zakenvrouw" en Look magazine voorspelde dat Monroe's overwinning een "voorbeeld zou zijn van het individu tegen de kudde".
In maart 1956 begon Monroe met de opnames van de romantische dramafilm "Bus Stop". Voor de rol oefende Monroe op een Ozark-accent en koos ze kostuums en visagie die de glamour van haar eerdere films misten. Broadway-regisseur Joshua Logan stemde ermee in om te regisseren. De opnames vonden plaats in Idaho en Arizona.
Arthur Miller en Monroe huwden op 29 juni 1956 in de rechtbank van Westchester County; twee dagen later hielden ze een Joodse ceremonie in het huis van Kay Brown, Millers literair agent. Met het huwelijk bekeerde Monroe zich tot het jodendom, wat ertoe leidde dat Egypte haar films verbood.
"Marilyn Monroe Productions" eerste onafhankelijke productie begon in juli van 1956 in Pinewood Studios in Engeland. De film "The Prince and the Showgirl" werd geregisseerd door Laurence Olivier. De productie werd gecompliceerd door conflicten tussen Olivier en Monroe. Olivier maakte Monroe woedend met de neerbuigende uitspraak: "je hoeft alleen maar sexy te zijn". Tevens nam Olivier aanstoot aan de aanwezigheid van Paula Strasberg. Monroe kwam als vergelding opzettelijk te laat en zei later: "als je artiesten niet respecteert, kunnen ze hun werk niet doen."
Monroe ondervond ook andere problemen tijdens het filmen. Haar afhankelijkheid van pillen nam toe en Monroe en Milton H. Greene kregen ruzie over hoe "Marilyn Monroe Productions" gerund moest worden. Ondanks de problematiek werden de opnames eind 1956 volgens schema afgerond. "The Prince and the Showgirl" werd in 1957 uitgebracht en ontving gemengde reacties van het Amerikaanse publiek. De film werd beter ontvangen in Europa, waar ze de Italiaanse Premi David di Donatello en de Franse Crystal Star Award ontving; tevens werd Monroe genomineerd voor een BAFTA.
Na haar terugkeer in de Verenigde Staten lastte Monroe een pauze van 18 maanden in om zich te concentreren op het gezinsleven. Halverwege 1957 had Monroe een buitenbaarmoederlijke zwangerschap en een jaar later een miskraam. Deze problemen werden gekoppeld aan endometriose. Monroe werd eveneens kortstondig opgenomen in het ziekenhuis vanwege een overdosis. Omdat zij en Greene hun meningsverschillen over "Marilyn Monroe Productions" niet konden oplossen, kocht Monroe uiteindelijk zijn aandeel op in het bedrijf.
Monroe keerde in juli 1958 terug naar Hollywood om met Jack Lemmon en Tony Curtis te spelen in Some Like It Hot, een komedie geregisseerd door Billy Wilder. Ze beschouwde de rol van Sugar Kane als dom blondje, maar accepteerde de rol vanwege Arthur Millers aanmoediging en het aanbod van 10% van de winst bovenop het standaardloon. De moeilijke productie van de film is welbekend. Monroe eiste tientallen re-takes en kon de tekst niet goed onthouden. Veel van de problemen kwamen voort uit het feit dat zij en Wilder het oneens waren over hoe zij de rol moest spelen. Er wordt gesuggereerd dat Monroe opzettelijk verschillende scènes heeft verpest om haar zin te krijgen.
"Some Like It Hot" was een kritisch en commercieel succes toen het in maart 1959 werd uitgebracht. Monroe's optreden leverde haar een Golden Globe op voor Beste Actrice. Het is verkozen tot een van de beste films ooit gemaakt in de peilingen van de BBC, het American Film Institute en Sight & Sound.

### Persoonlijke problemen
Na het filmen van "Some Like It Hot" nam Monroe een pauze tot november 1959. Toen keerde ze terug naar Hollywood om de musicalkomedie "Let's Make Love" te filmen. Ze koos George Cukor als regisseur en Miller herschreef gedeeltes van het script. De productie werd vertraagd door haar frequente afwezigheid op de set. Tijdens de opnames had Monroe een affaire met Yves Montand die werd gebruikt in de publiciteitscampagne van de film. "Let's Make Love" werd in 1960 uitgebracht en was een matig succes. De film deed het beter op de buitenlandse markten dan in de Verenigde Staten.
Arthur Miller schreef voor haar het script van The Misfits, waarin ze speelde tegenover Clark Gable en Montgomery Clift, twee Hollywoodlegenden. De opnames waren een hel, doordat ze plaatsvonden in de woestijn van Nevada, ver van de bewoonde wereld. Monroe repeteerde tot diep in de nacht met haar persoonlijke coach, Paula Strasberg, de tekst voor de volgende dag. Door vermoeidheid, maar ook door haar medicijngebruik, verscheen ze vaak te laat op de set, of soms gewoon helemaal niet. Halverwege de opnamen stuurde de regisseur, John Huston, die zelf ook wel een slokje lustte en soms tijdens de opnamen in slaap viel, haar naar een kliniek om van haar verslaving af te komen. De laatste opnamen van Monroe zijn in soft focus gefilmd om de sporen van de verslaving te maskeren.
Miller ontmoette tijdens de opnamen de fotografe Inge Morath, met wie hij een relatie begon. Dit leidde tot de scheiding van Monroe op 20 januari 1961.
In het voorjaar van 1962 ontving Monroe de "Wold Film Favorite" prijs tijdens de Golden Globes. In dezelfde periode begon ze met het filmen van "Something's Got to Give", met Dean Martin en Cyd Charisse en geregisseerd door George Cukor. Enkele dagen voordat de opnames begonnen kreeg Monroe sinusitis. Ondanks medische adviezen om de productie uit te stellen, begon 20th Century Fox eind april met de opnamen.
Monroe was de komende zes weken te ziek om te werken, ondanks bevestigingen van diverse artsen zette de studio haar onder druk door publiekelijk te beweren dat ze het veinsde. Op 19 mei 1962 nam ze een pauze van de opnames om "Happy Birthday, Mr. President" te zingen tijdens de verjaardagsviering van president John F. Kennedy in Madison Square Garden. Monroe's optreden zorgde voor irritatie bij 20th Century Fox, die wilden dat ze haar optreden zou annuleren.
Vervolgens filmde Monroe een scène voor "Something's Got to Give" waarin ze naakt zwom in een zwembad. Om vooraf publiciteit te genereren, werd de pers uitgenodigd om foto's te maken; deze werden later gepubliceerd in Life. Toen Monroe wederom ziek werd, besloot 20th Century Fox dat het zich niet kon veroorloven om nog een film achter op schema te hebben, terwijl het worstelde met de enorme kosten van "Cleopatra. Monroe werd op 7 juni 1962 ontslagen. 20th Century Fox klaagde haar aan voor $750.000 aan schadevergoedingen. De studio gaf Monroe publiekelijk de schuld van de ondergang van de film en verspreidde negatieve publiciteit over haar, zelfs bewerend dat ze geestelijk gestoord was.
20th Century Fox kreeg spijt van zijn beslissing en begon te onderhandelen met Monroe. Om haar imago te herstellen, ondernam Monroe verschillende publiciteitsprojecten, waaronder interviews voor Life magazine en Cosmopolitan en een fotoshoot voor Vogue.

### Overlijden

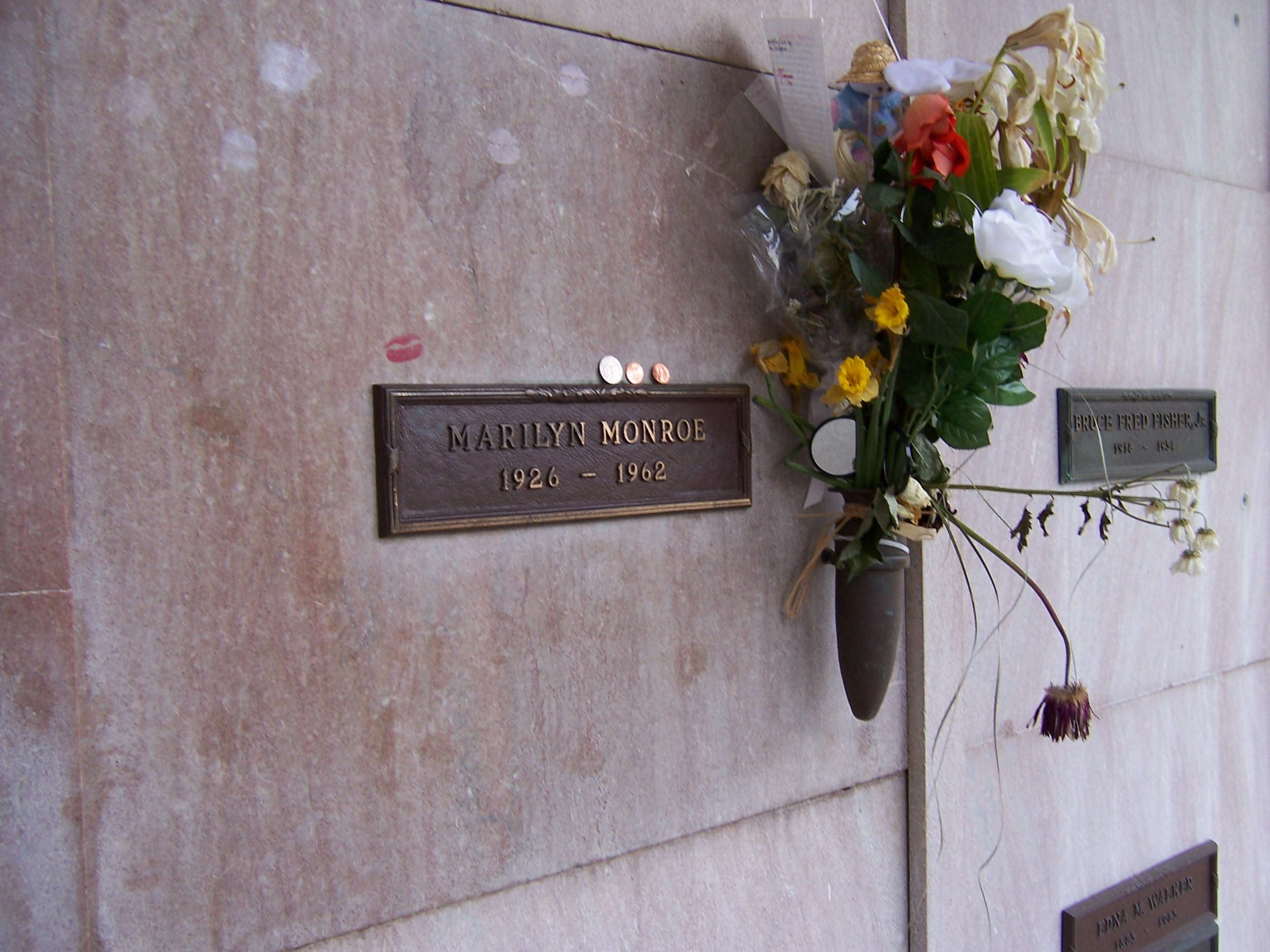
Monroe ligt begraven op het Westwood Village Memorial Park Cemetery.

Op 5 augustus 1962 werd Monroe dood aangetroffen door de huishoudster Eunice Murray in haar huis in Brentwood, Californië. Bij de autopsie werd 8 milligram per 100 milliliter van het middel chloraalhydraat en 4,5 milligram per 100 milliliter van het middel Nembutal in haar bloed gevonden. Dr. Theodore J. Curphey van The Los Angeles County Coroner's Office oordeelde dat de dood was ingetreden in de nacht van 4 augustus of de vroege morgen van 5 augustus als gevolg van een acute "barbituraat-vergiftiging", een "waarschijnlijke zelfmoord".
De bevindingen van de autopsie en het onderzoek naar Monroe's dood werden op 17 augustus gepubliceerd. De mogelijkheid van een vergissing werd uitgesloten, omdat de doseringen die in haar lichaam werden aangetroffen vele malen boven het dodelijke limiet lagen en dat de pillen "in één teug of meerdere teugen binnen een minuut" oraal waren ingenomen. Op het moment van haar dood werd gemeld dat Monroe in een depressieve stemming was, er onverzorgd uit zag en niet geïnteresseerd was in het onderhouden van haar welzijn. Er werd geen zelfmoordbrief aangetroffen, maar volgens het onderzoek was dit niet ongebruikelijk, omdat statistieken aantoonden dat minder dan veertig procent van zelfmoordenaars een brief achterliet.
Monroe werd begraven op het Westwood Village Memorial Park Cemetery in Los Angeles.

## Speculaties
Er is in de media veel gespeculeerd over een mogelijke relatie tussen Monroe en de Kennedy's. Met de Amerikaanse president John F. Kennedy zou ze volgens deze geruchten een affaire hebben gehad, maar toen hij haar beu was, zou hij haar hebben overgedragen aan zijn broer, Bobby Kennedy. Toen deze haar zou hebben laten vallen, zou Monroe door het lint zijn gegaan en een poging tot chantage hebben gedaan. Bewijs voor de relatie en een andere doodsoorzaak dan zelfmoord is echter nooit gevonden.
Er zijn oorzaken aan te wijzen voor het ontstaan van deze geruchten. Het grote publiek was in de jaren 1960 onwetend van het drugsgebruik van Monroe. Voor buitenstaanders kwam haar dood dan ook onverwacht. Dat gaf dan ook voeding aan speculaties over de doodsoorzaak. Ook het optreden van Monroe op de verjaardag van president Kennedy in mei 1962, toen ze de president op opvallend zwoele manier Happy Birthday toezong, gaf achteraf voeding aan de bovengenoemde speculaties. Ten slotte ging het hier om twee iconen van de vroege jaren 1960 die alle twee op een onverwachte en raadselachtige manier aan hun eind kwamen, voor de populaire pers goed voor veel sappige verhalen.
Er zijn ook serieuze boekpublicaties over deze connectie verschenen. Zes boeken van bekende onderzoeksjournalisten over deze zaken zijn:
- Het beruchtste: "The Murder of Marilyn Monroe: Case Closed". Door Jay Margolis, een Monroe-expert, en Richard Buskin, een journalist van de New York Times. Gepubliceerd op 3 juni 2014 door Skyhorse ISBN 1628737573 Engels
- HERSH, Seymour H. (1997), The Dark Side of Camelot. Boston: Little, Brown and Company.
- WOLFE, Donald H. (1998), The Assassination of Marilyn Monroe. London: Little, Brown and Company.
- HEYMAN, David C. (1998), JFK. A Candid Biography. New York: E.P. Dutton.
- Shaw, Mark (2021), Collateral Damage: The Mysterious Deaths of Marilyn Monroe and Dorothy Kilgallen, and the Ties that bind them to Robert Kennedy ISBN 1642938181 Engels
- Rothmiller, Mike "Bombshell The Night Bobby Kennedy Killed Marilyn Monroe" ISBN 9781913543624

Een overzicht van theorieën rond Monroes dood geeft het Autopsy Report.
In 1983 publiceerde lijkschouwer Thomas Noguchi zijn memoires, waarin hij Monroe's zaak en de beschuldigingen van discrepanties in de autopsie besprak. Deze omvatten dat Monroe de pillen niet oraal had kunnen innemen omdat haar maag leeg was en dat Nembutal-capsules een geel residu hadden moeten achterlaten en dat Monroe mogelijk een klysma met de overdosis toegediend had gekregen. Noguchi verklaarde dat bloedingen in de maagwand aangaven dat de medicatie oraal was ingenomen en omdat Monroe al vele jaren verslaafd was de pillen sneller zouden zijn opgenomen. Noguchi ontkende tevens dat Nembutal kleurstofresten achterlaat. De klysma-theorie werd eveneens afgedaan, omdat er tijdens de autopsie ontlasting in Monroe's darmen werd aangetroffen. Noguchi concludeerde dat op basis van zijn observaties de meest waarschijnlijke conclusie was dat Monroe zelfmoord heeft gepleegd.

## Citaten
Enkele bekende citaten van Marilyn Monroe
- "I've been on a calendar, but never on time."
- "An actress is not a machine, but they treat you like a machine. A money machine."
- "That's the trouble, a sex symbol becomes a thing. But if I'm going to be a symbol of something, I'd rather have it sex than some other things we've got symbols of."
- "It's not true that I had nothing on. I had the radio on."
- "Sex is part of nature. I go along with nature."
- "I don't mind making jokes, but I don't want to look like one."
- "No one ever told me I was pretty when I was a little girl. All little girls should be told they are pretty, even if they aren't."
- "I want to grow old without facelifts. I want to have the courage to be loyal to the face I have made."
- "I knew I belonged to the public and to the world, not because I was talented or even beautiful, but because I had never belonged to anything or anyone else."
- "I don't mind living in a men's world, as long as I can be a woman in it."
- "A smart girl leaves before she's left."
- "Just because you fail once, doesn't mean you're gonna fail at everything."
- "No girl should ever forget that she doesn't need anyone who doesn't need her."
- "I only wear Chanel No. 5."

## Filmografie

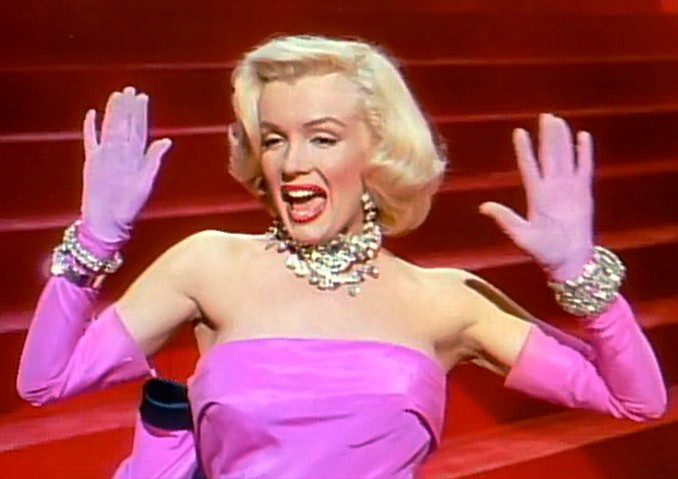
Monroe in Gentlemen Prefer Blondes (1953)

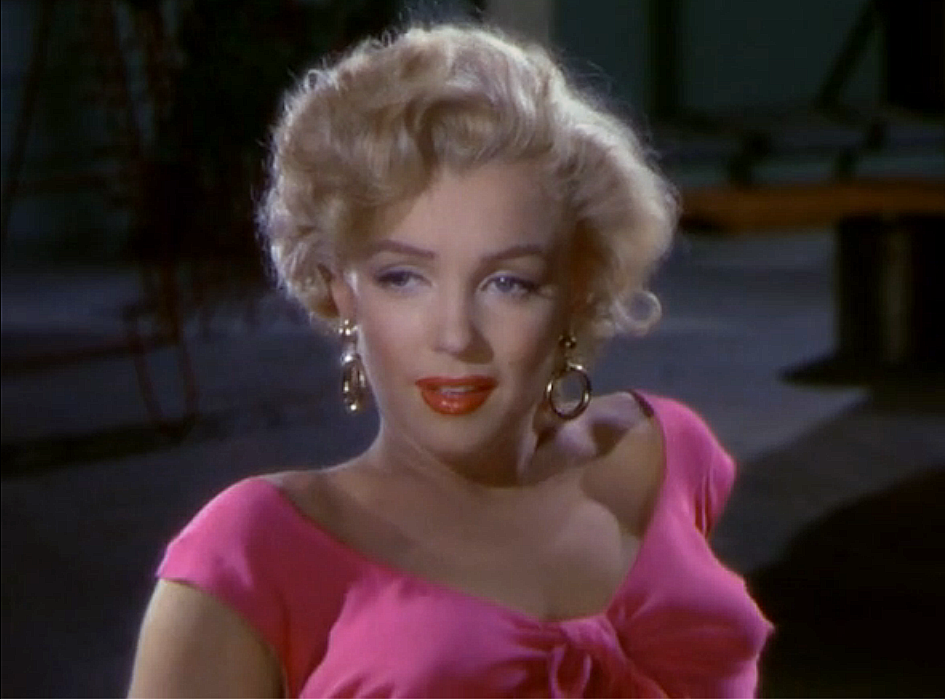
Monroe in Niagara (1953)

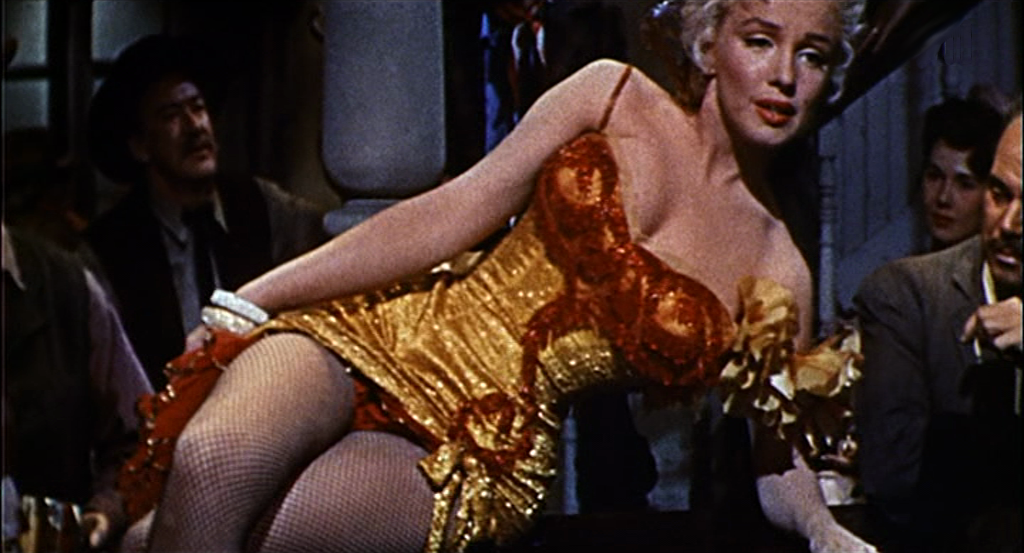
Monroe in River of No Return (1954)

- 1947 · The Shocking Miss Pilgrim; rol: Telefoonbediende; genre: komedie
- 1947 · Dangerous Years; rol: Evie; genre: drama
- 1948 · Scudda Hoo! Scudda Hay!; rol: Meisje in kano en kerk; genre: komedie / drama / romantiek
- 1948 · Ladies of the Chorus; rol: Peggy Martin; genre: musical
- 1948 · Green Grass of Wyoming; rol: Extra bij Square Dance; genre: drama / family / western
- 1949 · Love Happy; rol: Grunions Client; genre: komedie
- 1950 · A Ticket to Tomahawk; Clara; genre: comedy / western
- 1950 · The Asphalt Jungle; rol: Angela Phinlay; genre: misdaad / film noir / drama
- 1950 · The Fireball; rol: Polly; genre: drama
- 1950 · All About Eve; rol: Miss Caswell; genre: drama
- 1950 · Right Cross; rol: Dusky Ledoux; genre: drama
- 1951 · As Young as You Feel; rol: Harriet; genre: komedie
- 1951 · Love Nest; rol: Roberta Stevens; genre: komedie-drama
- 1951 · Let's Make It Legal; rol: Joyce Mannering; genre: komedie / drama / romantiek
- 1952 · Clash by Night; rol: Peggy; genre: drama / film noir
- 1952 · Home Town Story; rol: Iris Martin; genre: drama
- 1952 · We're Not Married!; rol: Annabel Jones Norris; genre: romantische komedie
- 1952 · Don't Bother to Knock; rol: Nell Forbes; genre: drama / thriller
- 1952 · Monkey Business; rol: Miss Lois Laurel; genre: komedie / sciencefiction
- 1952 · O. Henry's Full House; rol: Straatmeid (The Cop and the Anthem); genre: drama
- 1953 · Niagara; rol: Rose Loomis; genre: drama / film noir / thriller
- 1953 · Gentlemen Prefer Blondes; rol: Lorelei Lee; genre: komedie / drama / musical
- 1953 · How to Marry a Millionaire; rol: Pola Debevoise; genre: komedie / drama / romantiek
- 1954 · River of No Return; rol: Kay Weston; genre: avontuur / western
- 1954 · There's No Business Like Showbusiness (film); rol: Vicky Hoffman / Vicky Parker; genre: musical / drama
- 1955 · The Seven Year Itch; rol: Het meisje; genre: romantische komedie
- 1956 · Bus Stop; rol: Cherie; genre: komedie / drama / romantiek
- 1957 · The Prince and the Showgirl; rol: Elsie Marina; genre: romantische komedie
- 1959 · Some Like It Hot; rol: Sugar Kane Kowalczyk; genre: komedie / misdaad / muziek / romantiek / thriller
- 1960 · Let's Make Love; rol: Amanda Dell; genre: komedie / musical / romantiek
- 1961 · The Misfits; rol: Roslyn Taber; genre: drama / romantiek / western
- 1962 · Something's Got to Give; rol: Ellen Wagstaff Arden; niet voltooide remake van My Favorite Wife

## Films over Marilyn Monroe
- The Legend of Marilyn Monroe, 1965 - documentaire
- Goodbye Norma Jean, 1976
- Insignificance, 1985
- Marilyn Monroe: Beyond the Legend, 1987
- Marilyn & Me, 1991
- Marilyn & Bobby: Her Final Affair, 1993
- Norma Jean & Marilyn, 1996
- The Rat Pack, 1998
- Blonde, 2001
- Marilyn Monroe: The Final Days, 2001
- Marilyn malgré elle, 2002 - documentaire
- Marilyn, Dernières Séances, 2008 - documentaire
- My Week With Marilyn, 2011
- Love, Marilyn, 2012 - documentaire
- The Secret Life of Marilyn Monroe, 2015
- Blonde, 2022
- The Mystery of Marilyn Monroe: The Unheard Tapes, 2022 - documentaire